# ハズラト・ニザームッディーン-カジュラーホー・ヴァンデ・バーラト急行
ハズラト・ニザームッディーン-カジュラーホー・ヴァンデ・バーラト急行（英語: Hazrat Nizamuddin–Khajuraho Vande Bharat Express）は、インド鉄道が運営する急行列車であるヴァンデ・バーラト急行の1つ。2024年から営業運転を開始した。

## 概要
長距離電車を用いるヴァンデ・バーラト急行のうち、2024年3月に設定された列車の1つ。3月12日に出発式が行われた後、3月15日から本格的な営業運転が始まった。デリーのハズラト・ニザームッディーン駅とマディヤ・プラデーシュ州のカジュラーホー駅の間、合計667 kmを走行しており、所要時間は従来の列車から大幅に短縮した8時間20分である。運行頻度は週6日で、月曜日は運休する。